# Terror-Management-Theorie
Die Terror-Management-Theorie ist eine Theorie innerhalb der sozialpsychologischen Forschung zum Thema „Angst vor dem Tod“ und wurde Ende der 1980er-Jahre von Sheldon Solomon, Jeff Greenberg und Tom Pyszczynski entwickelt. Sie befasst sich mit typischen Reaktionsmustern (Management), die Menschen im Umgang mit Todesangst und dem Bewusstsein der eigenen Sterblichkeit (Terror) entwickeln.

## Inhalt
Die Theorie besagt, dass das Bewusstwerden der eigenen Sterblichkeit (Mortalitätssalienz) eine lähmende Angst verursacht, die durch zwei Bewältigungsmechanismen unter Kontrolle gehalten wird, welche auch als „kulturelle Angstpuffer“ bezeichnet werden:
1. Die kulturelle Weltanschauung: Diese kann durch soziale Normen, höheren Sinn, Transzendenz oder die Hoffnung auf Unsterblichkeit eine Struktur und Wertestandards schaffen, die dem Individuum ein Gefühl von Sicherheit geben.
2. Der Selbstwert: Dieser kann durch den Glauben an und eine Lebensführung nach den Wertestandards dieser Weltanschauung erworben werden und ist eine emotionale Ebene der Selbsterhaltung.

Die kulturelle Weltanschauung besteht aus einem komplexen System spezifischer Überzeugungen bezüglich der vom Individuum erlebten Realität. Aufgrund der Tatsache, dass dieses Überzeugungssystem keine unumstößliche Wahrheit, sondern nur ein soziales Netzwerk subjektiver Einstellungen ist, wird die Bestätigung durch andere Menschen (sozialer Konsensus; gemeinsam geteilte Überzeugungen) benötigt. Wird diese Weltsicht jedoch bedroht, etwa durch die konträre Meinung einer dritten Person, führt dies zu einer stereotyperen Wahrnehmung dieser Person, der vermehrten Unterstützung für Personen der eigenen Weltsicht und einer negativeren Bewertung von Personen mit anderen Überzeugungen.
Wird einer Person experimentell die Aufmerksamkeit für ihren eigenen Tod zugänglicher gemacht (Mortality Salience; MS), besteht also das Bedürfnis, die eigene kulturelle Weltsicht zu verteidigen. In einer Studie von Pyszczynski u. a. (2006) konnte entsprechend gezeigt werden, dass nach der Induktion von MS amerikanische Studenten eher einen militärischen Präventivschlag gegen den Iran mit mehr zivilen Opfern unterstützen als eine Kontrollgruppe ohne diese Manipulation. In derselben Untersuchung wurden auch iranische Studenten nach ihrer Einstellung zu Selbstmordattentaten befragt. Diese Personen berichteten nach einer MS-Induktion eine positive Einstellung zu solchem Verhalten sowie erhöhte Bereitschaft, sich selbst an einem solchen Anschlag zu beteiligen.